# Opel Rennwagen
Opel Rennwagen – samochód osobowy produkowany przez przedsiębiorstwo Opel w roku 1913.

## Historia
W roku 1913 było to najbardziej sportowe z dostępnych wówczas aut. Wyposażony był w 4-litrowy, 16-zaworowy silnik rzędowy. Jego długość wynisoła aż 4 metry. Mimo ogromnej masy i wykorzystania bardzo ciężkich materiałów (blok silnika wykonany był z żeliwa) samochód potrafił rozpędzić się do prędkości 170 km/h.

## Dane techniczne
- R4 4,0 l (3970 cm3)[1]
- Układ zasilania: b.d.
- Moc maksymalna: 110 KM (81 kW)[1]
- Prędkość maksymalna: 170 km.h[1]